# Dacochordodes
Dacochordodes este un gen monotipic de viermi aparținând familiei Chordodidae⁠(d). Singura sa specie, Dacochordodes bacescui, a fost descrisă de Iosif Căpușe în 1965.